# 조정민 (방송인)
조정민 (1951년 8월 15일 ~ )은 대한민국의 언론인 출신 목사이다.

## 개요
대한민국의 前 언론인, 現 목사이다. 1951년 8월 15일 생으로 경상남도 출신이다. MBC 기자 및 앵커 출신으로서 언론계에 입문하여 25년 동안 요직을 두루 거쳤다.
47세에 기독교 신앙을 받아들이고 iMBC 사장으로 재직 중 돌연 사임, 미국 메사추세츠 주 고든콘웰신학교에서 목회학 석사 과정에 진학했으며 보스턴 온누리교회 전도사로 섬겼다. 온누리교회 부목사, CGN TV 대표이사를 역임, 현재 베이직교회 목사로 재직 중이다.
청년들과 활발히 소통하며 그들의 신앙적 고민과 갈등에 답하는 목회자로 잘 알려져 있으며, 다수의 기독교 서적을 집필해 기독교 신앙을 전하고 있다. <사람이 선물이다>, <왜 예수인가?> <왜 성령인가?> <목마른 자에게 건네는 열두 모금 생수> 등은 편안한 필체로 많은 사람들의 공감을 얻어 교보문고 종교서적 베스트셀러를 기록하기도 하였다.   
언론인 출신 목사답게 똑부러지면서도 이해가 쉬운 설교로 유명하다. 복음에 대해서 쉽게 풀어서 설명하기도 하고 또한 어떻게 하면 예수 그리스도로부터 구원 받은 기독교인들이 새 삶을 살아낼 수 있을까에 대해 자신의 간증과 성경 말씀에 적용하는 방법 등을 알려주는 설교가 주가 되다보니 매주 새신자들이 베이직교회를 찾아오고 있다.   
하지만 개교회주의와 기복신앙에 대한 문제점에 대해 신랄하게 비판하는 설교도 함께 하다보니 신자들 사이에선 워딩이 좀 세게 느껴질 때가 많다.   

## 학력
- 연세대학교 정치외교학과 학사 (졸업)
- 연세대학교 대학원 정치학 석사 (졸업)
- 고든콘웰신학교 대학원 목회학 석사 (졸업)

## 경력
- 1978년 - MBC 입사
- 1978년 12월 - MBC 사회부 기자
- 1985년 2월 - MBC 정치부 기자
- 1988년 4월 - MBC 워싱턴 특파원
- 1993년 2월 - MBC 청와대 출입기자
- 1996년 1월 13일 - 1996년 11월 10일 《MBC 뉴스데스크》 주말 앵커
- 1996년 8월 - MBC 국제부장
- 1997년 4월 - MBC 사회부장
- 1998년 3월 - MBC 편집부장
- 1999년 3월 - MBC 보도제작부장
- 2000년 4월 - MBC 해설위원
- 2000년 9월 - MBC 보도국 부국장
- 2001년 5월 - iMBC 대표이사 사장
- 2003년 9월 - 보스턴 온누리교회 전도사
- 2007년 6월 - CGN TV 대표이사
- 2007년 10월 - KAICAM 한국독립교회선교단체연합회 목사 안수
- 2007년 10월 - 온누리교회 부목사
- 2013년 3월 ~ 현재 - 베이직교회 목사

## 저서
- 교회 속 반그리스도인 (2024)
- 조정민의 답답답 2 (2023)
- 조정민의 답답답 (2022)
- 사랑합니다. (2022)
- 믿음의 선택이란 무엇인가? (2021)
- 매일 기도 (때를 따라 드리는365개 기도문) (2021)
- 왜 낙심하는가? (어떤 상황에도 은혜는 가까이 있다.) (2020)
- 시작에서 답을 찾다. (조정민 목사의 창세기 돋보기1 ) (2020)
- 뜻밖의 축복 (하나님 마음에 드는 복이 무엇인가? ) (2019)
- 사후대책 (조정민 목사와 함께 읽는 요한계시록) (2019
- 무엇이 성숙인가? (나를 바꾸는 예수의 가르침) (2019)
- 고난이 선물이다 (2018)
- 왜 분노하는가? (분노 사회에서 나를 지키는 일) (2018)
- 예수는 누구인가? (예수가 하나님임을 증거하는 8가지 조각들) (2018)
- WHY Prayer (왜 기도하는가) (2017)
- 왜 일하는가? (밥벌이 삶 영성을 말하다) (2017)
- WHY Holy spirit (왜 성령인가) (2016)
- 열 두 모금 생수 (목마른 이에게 건네는, 조정민의 새벽 묵상) (2016)
- WHY Salvation (왜 구원인가) (2015)
- 땅의 시간, 하늘의 시간 (2015)
- 하나님의 뜻은 무엇인가 (2014)
- WHY Jesus (왜 예수인가) (2014)
- 새로운 길을 가는 사람 (2013)
- 길을 찾는 사람 (2012)
- 인생은 선물이다 (2012)
- 사람이 선물이다 (2011)